# 白坂栄彦

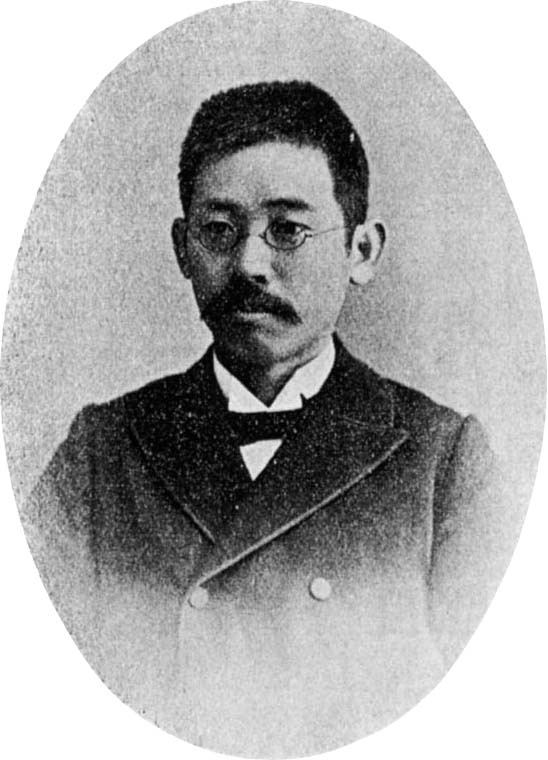
白坂栄彦(1900年)

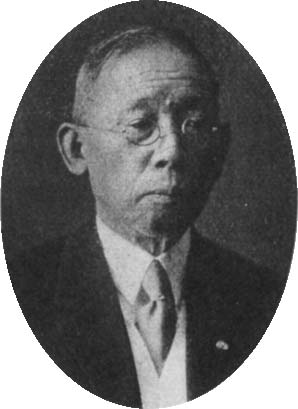
白坂栄彦(1939年)

白坂 栄彦（しらさか えいひこ、1865年（慶応元年）9月 - 1944年（昭和19年））は、日本の教育者、文部省官僚、県官吏。

## 人物・経歴
熊本県蘆北郡佐敷村出身。1880年熊本県立熊本中学校に入学。1884年上京して大学予備門政治科に入学し、1889年に帝国大学に入学した。帝大入学にあたっては「旧藩主の若君の教授の任」を引き受け、この家庭教師の仕事が難物であったため、大学卒業が遅れたという。
1894年帝国大学法科大学政治学科を卒業後、教育への興味から、同年10月文部省に入省。実業学務局勤務の視学官となる。1901年岡山県に転出、内務部第三課長・県視学官を務めた。1904年、日露戦争が勃発すると、銃後の護り戦後の用意として、実科的女子教育の必要性を考え、白坂が中心となって、私立岡山実科女学校（現・就実学園）の創設発起人として名を連ねている。同年設立許可が下りると、白坂が初代校長に就任した。
1905年広島県広島県第二部長に着任すると、広島県の教育の刷新に努力し、日露戦後の広島県の教育方針ともいうべき、県訓令「普通教育施設要項」を、知事の命により各郡市長に通牒している。1909年神奈川県内務部教育課長に着任。
1913年福岡県立中学修猷館の館長（校長）に就任し、1930年までの17年間を務めた。その後、 福岡県教育会長、帝国教育会理事などを務めている。